# Monica Evans
Monica Evans (Camberwell, 7 de junio de 1940) es una actriz británica, reconocida por interpretar el papel de Cecily Pigeon en la obra La extraña pareja de Neil Simon.

## Carrera
Evans apareció en la obra original para Broadway de La extraña pareja durante toda su exhibición, y luego repitió su papel en la versión cinematográfica de 1968. También aportó su voz para las películas animadas de Disney The Aristocats y Robin Hood. La actriz vivió durante varios años en los Estados Unidos, país donde registró gran parte de sus apariciones en el cine, el teatro y la televisión. Tras su regreso al Reino Unido, se casó con el DJ de BBC Radio 1, Dave Cash.

## Filmografía

### Cine y televisión
| Año       | Título               | Papel                    | Notas               |
| --------- | -------------------- | ------------------------ | ------------------- |
| 1960      | Make Mine Mink       |                          |                     |
| 1961      | You Can't Win        | Iris                     | Serie de televisión |
| 1961      | The Escape of R.D.7  | Secretaria de David      | Serie de televisión |
| 1962–1963 | Compact              | Sally Henderson / Harmon | Serie de televisión |
| 1964      | No Hiding Place      | Elaine Holmes            | Serie de televisión |
| 1965      | Be My Guest          | Dyllis                   |                     |
| 1968      | The Odd Couple       | Cecily                   |                     |
| 1970–1971 | The Odd Couple       | Cecily                   | Serie de televisión |
| 1970      | Here Come the Brides | Renee                    | Serie de televisión |
| 1970      | The Aristocats       | Abigail Gabble           | Voz                 |
| 1973      | Robin Hood           | Marian                   | Voz                 |